# Берилл
Бери́лл — минерал гексагональной сингонии из подкласса кольцевых силикатов. Некоторые из разновидностей берилла, в частности изумруд, относятся к драгоценным камням I порядка, а сочно окрашенный аквамарин — к драгоценным камням III порядка (по российской классификации). Компонент бериллиевых руд. Входит в учреждённый Правительством РФ перечень минералов (наряду с нефритом и янтарём), за незаконный оборот которых предусмотрена административная и уголовная ответственность.

## Происхождение названия
Название берилла восходит через лат. beryllus к греч. βήρυλλος, что означает «драгоценный сине-зелёный (цвета морской воды) камень» и происходит от пракритского वॆरुलिय‌ [veruliya] и палийского वेलुरिय [veḷuriya], भेलिरु [veḷiru]; от санскритского वैडूर्य [vaidurya], которое, в свою очередь заимствовано из дравидийских языков, возможно от названия южноиндийского Белура. Значение слова в дальнейшем сузилось до минерала берилла. Позднелатинское слово berillus было сокращено как brill-, откуда произошло итал. brillare «блестеть», послужившее источником для фр. brille и бриллиант.

## Общие свойства
Берилл обычно бывает представлен призматическими кристаллами, в которых, кроме призмы, как правило присутствуют также базопинакоид и пирамида второго рода. Плоскости призмы нередко покрыты вертикальными штрихами; спайность несовершенная по пинакоиду (0001) не всегда выражена, излом раковистый или неровный, твёрдость 7,5—8, плотность 2650—2800 кг/м3; перед паяльной трубкой с трудом плавится по краям, кислотами не разлагается.

## Кристаллы
Берилл кристаллизуется в гексагональной сингонии. Кристаллы берилла встречаются как одиночные, так и соединённые в друзы или шестоватые агрегаты. Окраска разновидностей берилла разнообразна и обусловлена примесями. Блеск стеклянный, оптический характер отрицательный.
Наиболее крупный кристалл берилла найден на Мадагаскаре. Его длина составляет 18 метров, диаметр — 3,5 метра, а масса — 380 тонн.

## Химический состав
Химический состав берилла — Al2[Be3(Si6O18)], что соответствует 14 % оксида бериллия, 19 % оксида алюминия, 67 % диоксида кремния. Искусственно воспроизведён Жаком-Жозефом Эбельменом в XIX веке.

## Разновидности
Чистый берилл (гошенит) бесцветен. Блеск стеклянный. Разнообразие окраски кристаллов определяется составом примесей: различные оттенки голубого, голубовато-зелёного, жёлтого цветов связаны с примесью Fe, красный или розовый — примесью Mn, ярко-зелёный обусловлен примесью Cr.
В зависимости от цвета различают:
- Августит — тёмно-синий. Бледнеет под лучами солнца.
- Аквамарин — голубой, зеленовато-голубой. В 2015 году в Пакистане была обнаружила цезиевая разновидность сине-зелёного аквамарина (не путать с пеццотаитом — минералом тригональной сингонии). Цезиевый аквамарин на 2022 год не имеет названия.
- Баццит — бледно-голубой.
- Берилл благородный — яблочно-зелёный; благородный обыкновенный — прозрачный, но с бледной окраской (термин употребляется главным образом в ювелирном деле).
- Биксбит (синоним: красный изумруд) — насыщенный красный, сиренево-красный. Невероятно редок.
- Морганит (синонимы: воробьевит) — как правило розовый, красноватый, янтарный. Очень редкий.
- Гелиодор (синоним: давидсонит) — жёлтый, золотисто-жёлтый, оранжево-жёлтый.
- Гешенит — яблочно-зелёный или коричнево-зелёный. Цвет более насыщенный, чем у благородного берилла.
- Гошенит — бесцветный. Самый дешёвый цвет, так как наиболее распространен.
- Изумруд — насыщенный густо-зелёный, травяно-зелёный до светлого салатно-зелёного (чем насыщенее цвет и темнее, тем дороже ценится).
- Машише (с порт. Maxixe) — синий, индигово-синий берилл из Бразилии. Назван по имени ближайшего к городу месторождения. Выцветает быстро.
- Рислинг — крайне редкая разновидность берилла. Найден в середине 19 века в Германии. Получил название за бледно-зелёный цвет с тёплыми золотистыми переливами, напоминающий цвет известного немецкого белого вина из винограда сорта Рислинг. Уникальными особенностями этой разновидности являются экстремально сильный зелёно-жёлтый плеохроизм (один из самых ярко выраженных в мире) и высокий для бериллов показатель преломления 1.59, что делает их ценными в коммерческом плане. Аналогичный по свойствам берилл был найден в начале 21 века в Бразилии[9].
- Ростерит — бесцветный или бледно-розовый до цвета чайной розы. Гамму создает высокое содержание щелочей.

Обычный берилл непрозрачен, белого или серого цвета, распространён довольно широко, и в случаях, когда находится в больших скоплениях, добывается как руда для получения бериллия. Прозрачные разновидности берилла используются как ювелирные (драгоценные) камни. Изумруд  (смарагд, англ. Smaragd, Emerald) ценится в качестве ювелирного камня самого высокого класса (порядка), наряду с алмазом, рубином и васильковым сапфиром. Высоко ценятся как ювелирные камни также аквамарин и все разновидности благородного берилла.
Берилл и изумруд были известны уже во времена Плиния и Теофраста. Большинство разновидностей берилла с древности используется в ювелирном деле, хотя из-за различной окраски они считались разными камнями; между ними и схожими минералами часто не делалось различия. Так, бериллом в древности называли только жёлтые разности; зелёные часто считали хризолитом, а бесцветные не отличали от кварца.

## Распространение в природе
Бериллы наиболее характерны для гранитных пегматитов и грейзенов, а также в связанных с ними кварцевых жилах и гидротермальных образованиях. Коренные месторождения берилла часто комплексные: в пегматитах совместно с бериллом промышленное значение имеют горный хрусталь, дымчатый кварц, морион, топаз, полевые шпаты.

### Месторождения
Крупнейшие месторождения берилла расположены на Урале (Россия), в Южной Америке (Колумбии, Бразилии), на Мадагаскаре и др.
Обыкновенные бериллы находятся в Боденмайсе (Бавария), Лиможе (Франция), на острове Эльба, в Швеции (Финбо, Бродбо), в Корнваллисе и т. д. В России месторождениями благородного берилла являются Мурзинка и Шайтанка в Свердловской области. Эти копи практически полностью отработаны. Знаменитые Изумрудные копи Урала возле посёлка Изумруд на Урале дают прекрасное ограночное сырьё изумруда. Красивые крупные кристаллы аквамарина добывают в Забайкалье (Адун-Челон). Крупные месторождения берилла приурочены к пегматитам восточной части Кольского полуострова (Стрельнинское, Вороньетундровское и др.), в которых иногда встречаются ограночные бесцветные, а также жёлтые прозрачные бериллы. Лучшими месторождениями благородного берилла за рубежом считаются округ Коимбатур в Ост-Индии, Минас-Жираис (Бразилия) и Колумбия. Редкие находки кристаллов берилла известны в районе Алту-Лигонья в Мозамбике. Широко известны прекрасные кристаллы гелиодоров из украинских пегматитов Житомирской области.
Для поиска месторождений бериллия применяется геофизический метод — бериллометрия.

## Применение
Красиво окрашенные бериллы и разновидности берилла — популярные самоцветы, используются как драгоценные камни в ювелирном деле. Хорошие экземпляры берилла высоко ценятся и украшают коллекции и музейные собрания. Из берилла изготавливают также различные мелкие поделки, печатки, резные украшения, а непрозрачные камни («обыкновенный берилл») являются рудным минералом и служат источником для получения оксида бериллия.

## Берилл в литературе
- Рассказ Артура Конан Дойля «Берилловая диадема».
- Роман И. А. Ефремова «На краю Ойкумены».
- Таис афинская И. Ефремов